# Кажимера Илаковичувна
Кажимѐра Илаковичу̀вна (на полски: Kazimiera Iłłakowiczówna; родена във Вилнюс на 6 август 1892 г., починала в Познан на 16 февруари 1983 г.) е полска преводачка, писателка и поетеса.

## Творчество
- „Ikarowe loty“ (1911)
- „Trzy struny“ (1917)
- „Śmierć Feniksa“ (1922)
- „Rymy dziecięce“ (1923)
- „Połów“ (1926)
- „Obrazy imion wróżebne“ (1926)
- „Płaczący ptak“ (1927)
- „Popiół i perły“ (1930)
- „Słowik litewski“ (1936)
- „Wiersze o Marszałku Piłsudskim 1912 – 1935“ (1936)
- „Wiersze bezlistne“ (1942)
- „Lekkomyślne serce“ (1959)
- „Wiersze dziecięce“ (1959)
- „Zwierzaki i zioła“ (1960)
- „Szeptem“ (1966)
- „Ta jedna nić. Wiersze religijne“ (1967)
- „Liście i posągi“ (1968)
- „Odejście w tło“ (1976)

## Награди
- Литературната награда на град Вилнюс (1930)
- Офицерският кръст на Орден на Възраждане на Полша (1934)
- Националната награда за литература (1935)
- Орден Wawrzyn Akademicki (1935)[1]
- Награда на Министерството на културата и изкуствата (1967)
- Наградата на град Познан (1968)
- Национална награда на първи степен (1976)
- Доктор хонорис кауза (1981)